# „... dichterisch wohnet der Mensch ...“
„... dichterisch wohnet der Mensch ...“ ist ein wichtiger Leitsatz des Philosophen Martin Heidegger und zugleich der Titel eines seiner Vorträge aus dem Jahre 1951.
Viele Texte Heideggers benutzen die Metapher vom Wohnen in einem Haus und ähnliche Wendungen, um das Verhältnis von Sein, Mensch und Sprache zu charakterisieren.
Um in diesem Zusammenhang die Frage nach dem Verhältnis zwischen Mensch und Dichtung als wesentlich vorzustellen, zitiert Heidegger häufig die Wendung „Voll Verdienst, doch dichterisch wohnet / Der Mensch auf dieser Erde“. Sie stammt aus dem Text In lieblicher Bläue (vermutlich 1807) von Friedrich Hölderlin.
Das Wohnen ist ein zentraler Begriff in Denken und Begrifflichkeit Heideggers. Daher hat der Satz ähnlich große Bedeutung für Heideggers Philosophie wie die Leitworte Logos, Physis oder auch Aletheia.
Den Unterschied zwischen Verdienst und Dichterischem sieht Heidegger darin, dass die Menschen durch Handwerk, tägliches Bemühen und auch das Erledigen der täglichen Dinge den Verdienst erarbeiten, aber in einem grundlegenden Sinn wird ihnen ein Wohnen auf dieser Erde erst durch das Dichterische geschenkt. Das Dasein sei in seinem Grunde dichterisch. Die Dichtung ist sich der Endlichkeit des Menschen und dessen, was er schafft, bewusst, sie weiß darum, dass sie die Welt und sich selbst in Hochmut auch verfehlen kann. Dichterisch bedeutet für Heidegger also, einem Maß entsprechend auf dieser Erde zu leben.
Schon in Sein und Zeit (1927) ist die Rede vom Wohnen eine Explikation des In-Seins. Wohnen wird als Existenzial verstanden und eine Umorientierung gefordert: Logik, Grammatik, Rhetorik und Poetik sollen hermeneutisch verstanden werden auch als Einweisung in die Einmaligkeit einer jeweiligen Situation und Konstellation. Den Weg in ein Wahrheitsgeschehen sieht Heidegger in der Dichtung, die diesen Weg erst ebnet. In seiner Beschäftigung mit der Dichtung geht es Heidegger also nicht um die Entwicklung einer philosophischen Poetik, sondern darum, die Qualität des menschlichen Seins herauszuarbeiten, eine Denk- und Lebensweise, die der rational geprägten westlichen Mentalität teilweise abhandengekommen sei. Das Wohnen soll sich nicht ins Dichten wenden, sondern dichterisch werden. Die dichterische Qualität des Seins erreichen Menschen durch die Vermessung der eigentümlichen Weite des Ortes ihres Aufenthaltes.
Im Vortrag Hölderlin und das Wesen der Dichtung (1936) stellt Heidegger die Verse „Voll Verdienst, doch dichterisch wohnet / Der Mensch auf dieser Erde“ als Charakteristik Hölderlins Dichtung vor. Später nach Sein und Zeit versteht Heidegger die Bedeutung des Wohnens sowohl vom Bauen als auch vom Dichten her: Im Bauen sei das Wohnen als Grundzug des Menschseins mitgedacht, aber die technisch beherrschbare Natur der Wissenschaft habe sich vom natürlichen und geschichtlich bestimmten sinnbezogenen Wohnen abgesetzt. Grundzug des Wohnens ist nach Heidegger das Schonen und das Menschsein ein Aufenthalt der Sterblichen auf der Erde. Nur wenn der Mensch das Wohnen kann, kann er bauen, daher gehöre das Bauen in das Wohnen, von dem es sein Wesen empfange.
In einem Brief von 1946 spricht er von der Sprache als dem „Haus des Seins“. In der Sprache werde die Wahrheit des Seins gehütet. In einer Schrift Das Wesen der Sprache bezieht Heidegger sich auf das Gedicht Das Wort von Stefan George und schreibt: „Das Sein von jeglichem, was ist, wohnt im Wort.“ Von gewisser Ähnlichkeit sind die Überlegungen in der Analytischen Philosophie bei Ludwig Wittgenstein, der das Sagbare vom Unsagbaren abgrenzte.
Zu Beginn der 1950er Jahre hielt Heidegger einige Vorträge, die sich speziell des Themas Wohnen annahmen: Das Ding (1950), Bauen Wohnen Denken (1951) und „... dichterisch wohnet der Mensch ...“ (1951). Die Sprache der Metaphysik hat Heidegger in seiner Philosophie nicht vermeiden können und fragt, wie man etwas nennen soll, das man überhaupt erst sucht. Nach Heideggers Auffassung muss der Mensch das Wesen der Sprache achten, während „ein zügelloses, aber zugleich gewandtes Reden und Schreiben und Senden von Gesprochenem rings um den Erdball“ stattfindet. Der Mensch glaube, er sei Meister der Sprache, aber eigentlich sei die Sprache die Herrin der Menschen. Diesen Zusammenhang müsse der Mensch sich vergegenwärtigen und das Wort finden, das „In das Wesen einer Sache“ gelangen lässt. Das Finden liege im Wort. Der Mensch sei immer auf die Sprache angewiesen, selbst wenn sie zuerst zu Verwirrungen führt. Das verdeutlicht Heidegger besonders in „... dichterisch wohnet der Mensch ...“ und stellt außerdem fest, dass es gute Gründe gebe, zu glauben, dass auf der Spur der Sprache zu den Sachen und deren Wesen gelangt werden kann. Zeitlichkeit ist die Urgeschichte schlechthin, die Tatsache der einmaligen Zeit des Daseins. Im tatsächlichen Leben und auch im dichterischen Wohnen kann man die Zeit als das Formalste begreifen. Dieses Formale der Zeit wendet Heidegger dann auf Sprache und Begriffe an und will grammatische Strukturen bilden, die die unsagbare Unmittelbarkeit des jeweiligen Lebens zum Ausdruck bringen und auslegen. Die Zeit als letzte Formalität des Seins und unmittelbarste Nähe des Daseins steht aber im Zusammenhang mit einer „Anzeige des Zeit-Raumes“ und einer „Anzeige der Wesung der Wahrheit“.
Der Dichter stiftet nach Heidegger durch das Wort das Bleibende, er fasst im Fluss der Zeit ein Bleibendes und bringt es im Wort zum Stehen. In diesem Kontext spielt das Maß eine Rolle, das nicht im Maßlosen liege. Die Bedeutung der Dichtung liege im Aussprechen des wesentlichen Wortes. Das Sein und das Wesen der Dinge kann nie  rein wissenschaftlich errechnet und aus dem Vorhandenen abgeleitet werden, sondern muss frei geschaffen werden. Ein fester Grund für dieses Schaffen ist das Wohnen, das in seinem Grunde dichterisch sei. Es ist kein Verdienst des Menschen, sondern ein Geschenk. Nach Heideggers Auffassung lässt sich in Hölderlins Dichtung dieses Wesentliche des Wesens der Dichtung finden und zeigen.
Heidegger verweist im Zusammenhang mit dem dichterischen Wohnen auch auf Sophokles, der in Antigone den Menschen als das Ungeheure beschrieb, der das Maß verfehle. Heidegger setzt also der Totalisierung von Ökonomie und Technik der Gegenwart die Dichtung und insbesondere die Dichtung Hölderlins entgegen. Im Zusammenhang mit Heideggers Beschäftigung mit dem Ereignis und dem Nihilismus und vor dem Hintergrund der Betonung der Grenzen des Menschen und der Tatsache, dass Gott letztlich nicht zu erkennen ist, bezieht sich Heidegger hier auch auf Hölderlins Beschäftigung mit der Frage nach einem unbekannten Gott. Nicht Gott selbst sei geheimnisvoll, sondern dass er „offenbar“ wie der Himmel sei.
Das Wohnen und das Maß hängen auch mit einem weiteren zentralen Begriff bei Heidegger zusammen, mit der Lichtung. Das Wesen des Menschen ist ein Wohnen, ein Verweilen in der Lichtung des Seins. Die Lichtung ist dabei kein beliebiger Ort, sondern der Ort der Zusammengehörigkeit von Sein und Dasein. Die Frage danach, was das rechte Maß ist, lässt sich erläutern anhand Heideggers Anmerkungen zur Metaphorik des Weines, in denen er sich auf Hölderlins Gedicht Andenken bezieht, das vier Jahre vor In lieblicher Bläue entstanden ist. Auch das dunkle Licht des Weines lässt ein Besinnen über den bloßen Schein des Klaren, Errechenbaren und Flachen höher steigen in die Höhe und Nähe des Höchsten. Der gefüllte Becher soll aber nicht betrunken, sondern trunken machen. Die Trunkenheit hebt in die lichte Klarheit, aber das dunkle Licht steht der Erkenntnis eines Übermaßes an Helle gegenüber und eine Hybris des Menschen im Versuch, zu erkennen, die zum Verfehlen des rechten Maßes führen kann. Das Maß verweist auf das Wesen des Menschen selbst. „Dimension“ und „Maß“ sind in „... dichterisch wohnet der Mensch ...“ wichtige Begriffe für die Erörterungsversuche der Wesenszüge der Lichtung. Heidegger versucht hier, die Frage nach dem rechten Maß zu erläutern: Die Existenz des Menschen als dichterisches Wohnen ist das Vermessen der dem Menschen zugemessenen Dimension zwischen Himmel und Erde. Dieses Maß ist die Weise, wie sich der immer unbekannt bleibende Gott offenbart: „Das Erscheinen des Gottes  durch  den  Himmel  besteht  in  einem  Enthüllen,  das  jenes  sehen  läßt,  was  sich verbirgt,  aber sehen läßt nicht dadurch,  daß  es  das Verborgene  aus  seiner Verborgenheit herauszureißen sucht, sondern allein dadurch, daß es das Verborgene in seinem Sichverbergen hütet.“
Dieses entbergende Sich-Verbergen ist das Eigentümliche des menschlichen Wohnens und das Maß des dichterischen Wohnens, das ein Maß ist, das sich auf das Spiel des Lichtes und des Dunkels bezieht, in dem das Wesen des Menschen als Wohnen in der Lichtung enthalten ist. Es gibt also auf Erden, wie Heidegger an Hölderlin verdeutlicht, kein Maß, weil die Erde in ihrem Wesen erst durch das dichterische und maßnehmende Wohnen des Menschen bestimmt wird, das sich gleichzeitig auf den Himmel bezieht. Das Blau der lieblichen Bläue des Himmels ist Aufgang und Untergang der Dämmerung, die alles Verkündbare und Sagbare birgt: Der Himmel ist das Maß. Die menschliche Existenz als Maßnehmen am Himmel ist dichterisch und bestimmt das Wesen des Menschen als ein Wohnen. Die Dimension ist ein Ort des Zwischen, ein Name für die Differenz. Indem wir lernen, in der Sprache zu wohnen, die hermeneutische Erfahrung als Sprachlichkeit erfahren, ist die Sprache nicht bloßes Mittel, sondern die Mitte. Sie ist dann nicht ein Instrument, sondern die Dimension der Interpretation und der Kommunikation. Der hermeneutische Zirkel ist durch den Umkreis der Sprache bestimmt.
Abgedruckt wurde „... dichterisch wohnet der Mensch ...“ 1954 zum ersten Mal in der ersten Ausgabe der Zeitschrift Akzente von Walter Höllerer und Hans Bender, die einen wirkmächtigen öffentlichen Auftakt hatte mit Texten vieler Dichterinnen und Dichter der Zeit. Zum Beispiel lieferte Ingeborg Bachmann in dieser Ausgabe einen Beitrag zu Robert Musils Der Mann ohne Eigenschaften.
Heidegger selbst verwies später auf seine Vorträge zu Anfang der 1950er Jahre auch im direkten Zusammenhang mit dem Sein. Er versah das Wort „Sein“ mit einem „x“, was zugleich ein Aussprechen des Seins und ein Durchstreichen bedeutete. Das x als Kreuz sollte aber kein nur negatives Zeichen sein, sondern die Zusammengehörigkeit der Richtungen Erde, Himmel, Göttliches und Sterbliches im Menschen und seinem Verstehen von Sein andeuten, das nur in dem x zu orten sei.
In einem Text von 1970 resümiert Heidegger, der Mensch könne nur das als Maß stiften, was er vorher von den Himmlischen empfangen hat. Himmlische und Sterbliche gehören nach Heideggers Deutung Hölderlins zusammen. Die einen geben das Maß, die anderen empfangen es, denn der Mensch wohne dichterisch.

## Rezeption
Nachdenken über das Wohnen im Sinne eines Bleibens und Ruhens an einem geschützten Ort gibt es zwar seit Beginn der menschlichen Kultur, wie auch die Überlegung, dass sich im Wohnen auch ein menschliches Weltverhältnis im Ganzen zeigt und es Metapher für lebensweltliche, religiöse und ethische Reflexionen ist. Als Begriff der Architekturtheorie und der Philosophie ist das Wohnen aber erst im 20. Jahrhundert von Bedeutung und von Heidegger beeinflusst. Heideggers Auffassung vom Wohnen wurde breit rezipiert. Emmanuel Levinas war im Zusammenhang mit dem Wohnen der Auffassung, jede Betrachtung von Gegenständen ereigne sich ausgehend von einer Bleibe. Die Bleibe liege noch vor der Welt, der Mensch sei nicht in die Welt geworfen und verlassen. Die Welt werde veranschaulicht durch das Wohnen und die Intimität und Isolierung eines Hauses, das die menschliche Subjektivität als Sammlung konkretisiert. Dem dichterischen Wohnen setzte Werner Marx ein mitmenschliches „Wohnen in den Maßen“ gegenüber. Hans-Georg Gadamer sah eine Bedrohung einer Unbewohnbarkeit der Erde durch die moderne Technik und das rechnende Planen des Menschen. Gadamer bezog sich, sich von Marx abgrenzend, auch auf Hölderlin: Jeder Mensch wohne dichterisch. Menschliches Wohnen ist nach Gadamer ein Sich-Einhausen in etwas, worin der Mensch „anderen etwas ist und Nähe spürt“. Gadamer sieht in Auseinandersetzung mit der Philosophie des Wohnens als entscheidend an, dass der Mensch das Wohnen nicht mehr denken kann, weil das Denken der Gegenwart von einer zunehmenden Berechenbarkeit bestimmt ist. Man müsse den Menschen ins Wohnenkönnen zurückführen, was das rechnende Denken nicht zu leisten vermag.
Walter Biemel sah, sich ebenfalls auf Heidegger beziehend, das Wohnen als Entsprechung des Ethos. Ein „Aufenthalt“, der dem Wesen des Wohnens gerecht wird, entspreche dem menschlichen Verhalten zum Seienden darin, dass er eine Erfahrung der Nähe sei. Besonders seit den 1990er Jahren setzen sich die Philosophie und die Architekturwissenschaft bis in die Gegenwart mit Heideggers Verständnis des Wohnens und Bauens auseinander.